# Musée d'histoire d'Afrasiab
Le musée d'histoire d'Afrasiab (ouzbek : «Afrosiyob» Samarqand tarixi muzeyi) est un musée situé à Samarcande (Ouzbékistan). Il est consacré à l'histoire de la ville de Samarcande et de ses environs. Le bâtiment du musée se trouve dans la partie nord-est de la ville, près de l'ancienne cité d'Afrassiab, qui est l'un des plus grands sites archéologiques au monde.

## Histoire
Le bâtiment a été construit en l'honneur du 2 500 e anniversaire de la fondation de la ville de Samarcande, sous la direction de l'architecte Shmavon Azatian, en 1970, par la république d'Ouzbékistan.
Le musée raconte l'histoire de la fondation de la ville de Samarcande et de son développement ultérieur au cours des siècles. Il présente également de nombreux artefacts provenant des fouilles sur le site d'Afrassiab, à Samarcande et dans les environs. Parmi ceux-ci : des restes d'anciennes épées, des ossuaires, des couteaux, des flèches, des pièces de monnaie, des céramiques, d'anciens manuscrits et livres, des statuettes et des objets d'utilité quotidienne.
Au rez-de-chaussée une pièce, aménagée en 2017, présente les fresques de la salle des ambassadeurs, découvertes en 1965. Elles auraient orné une des salles de réception du palais du "roi" Varkhuman de la dynastie Ikhshid (en) datant du VIIe siècle et du VIIIe siècle de notre ère. Les autres salles exposent divers artefacts donc des ossuaires utilisée par des fidèles du zoroastrisme, qui était la religion principale de Sogdiane avant l'arrivée de l'islam.

## Galerie

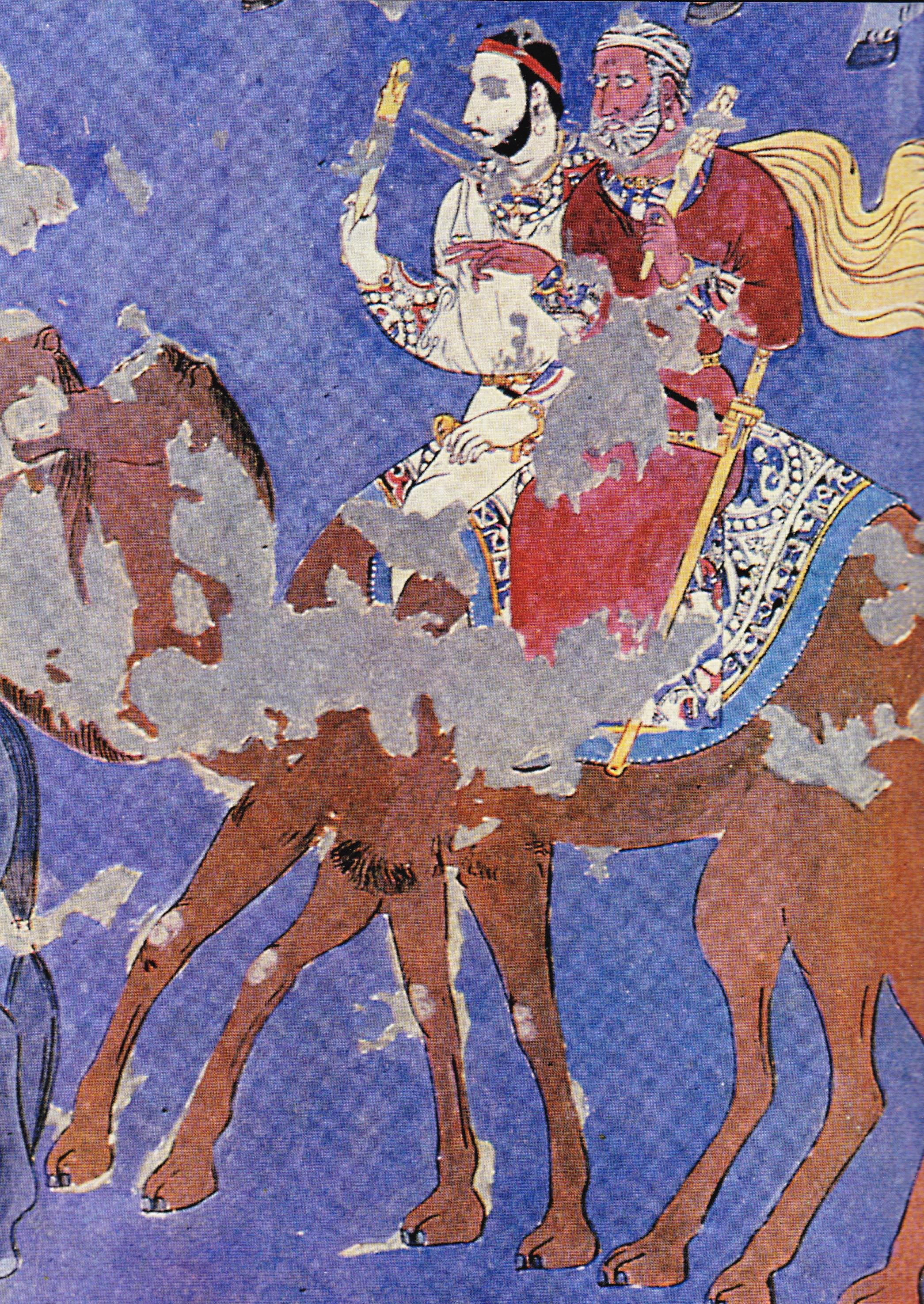
Fresques anciennes découvertes à Afrassiab.
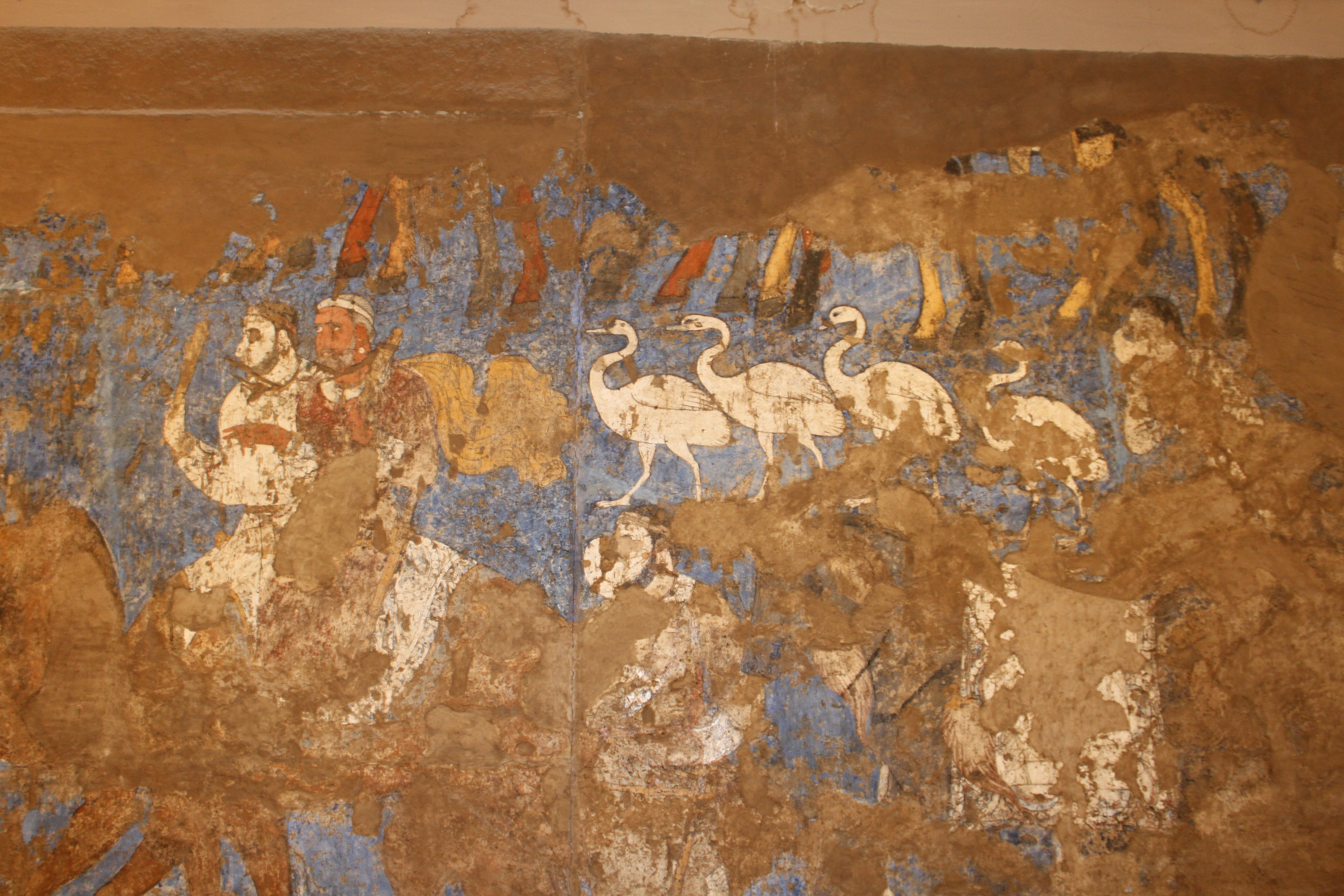
Fresques anciennes découvertes à Afrassiab.
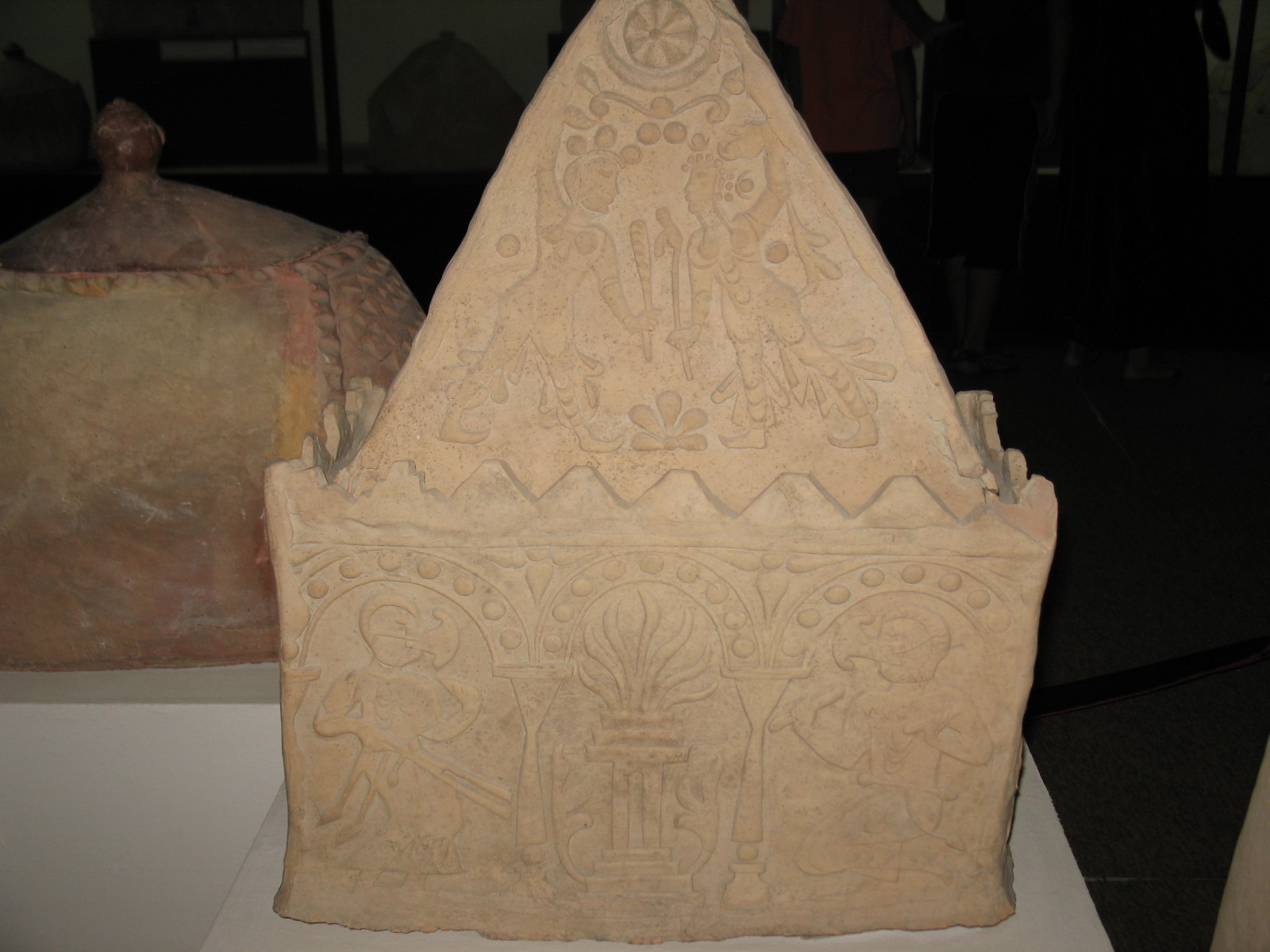
Ossuaire Sogdiane
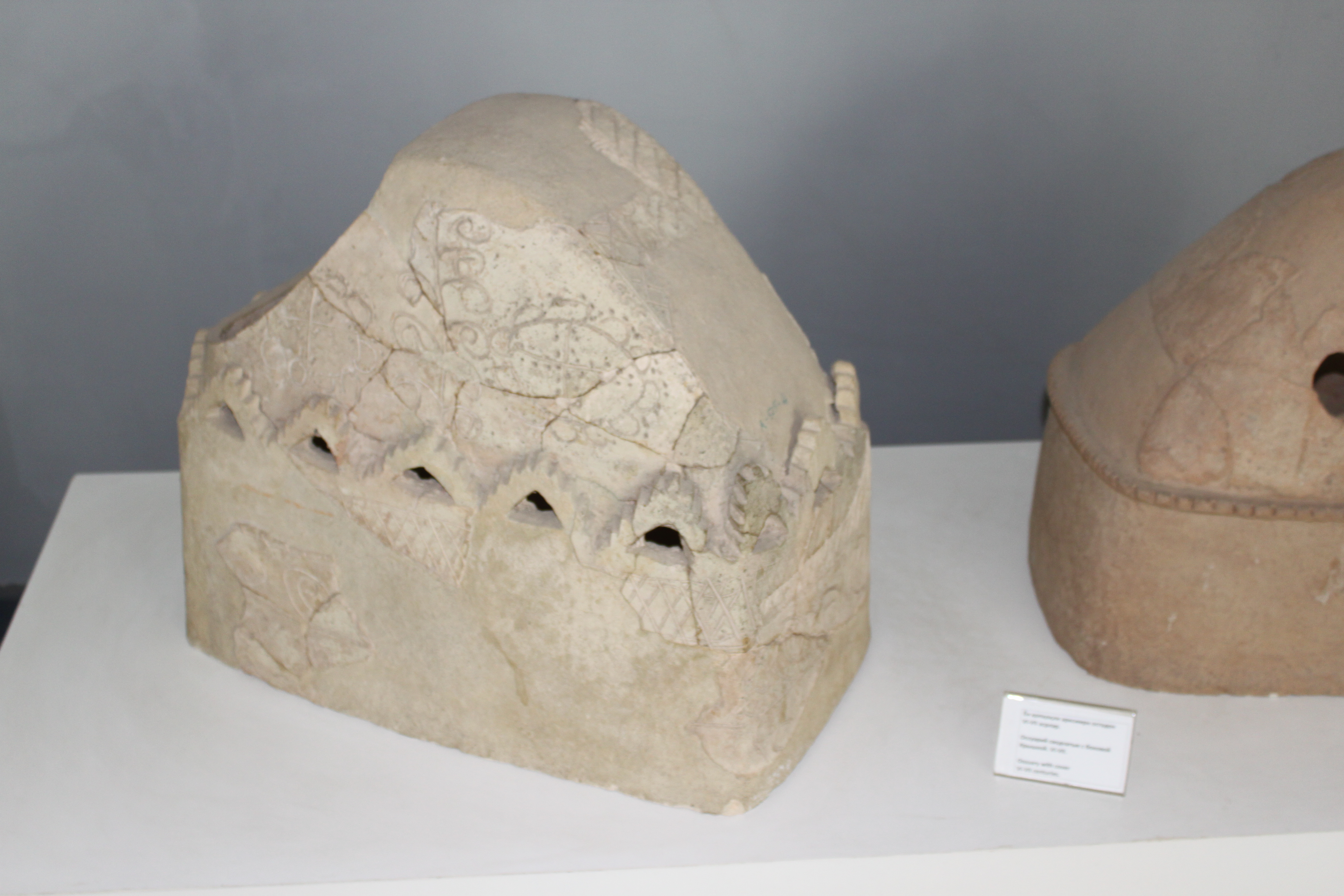
Ossuaire Sogdiane
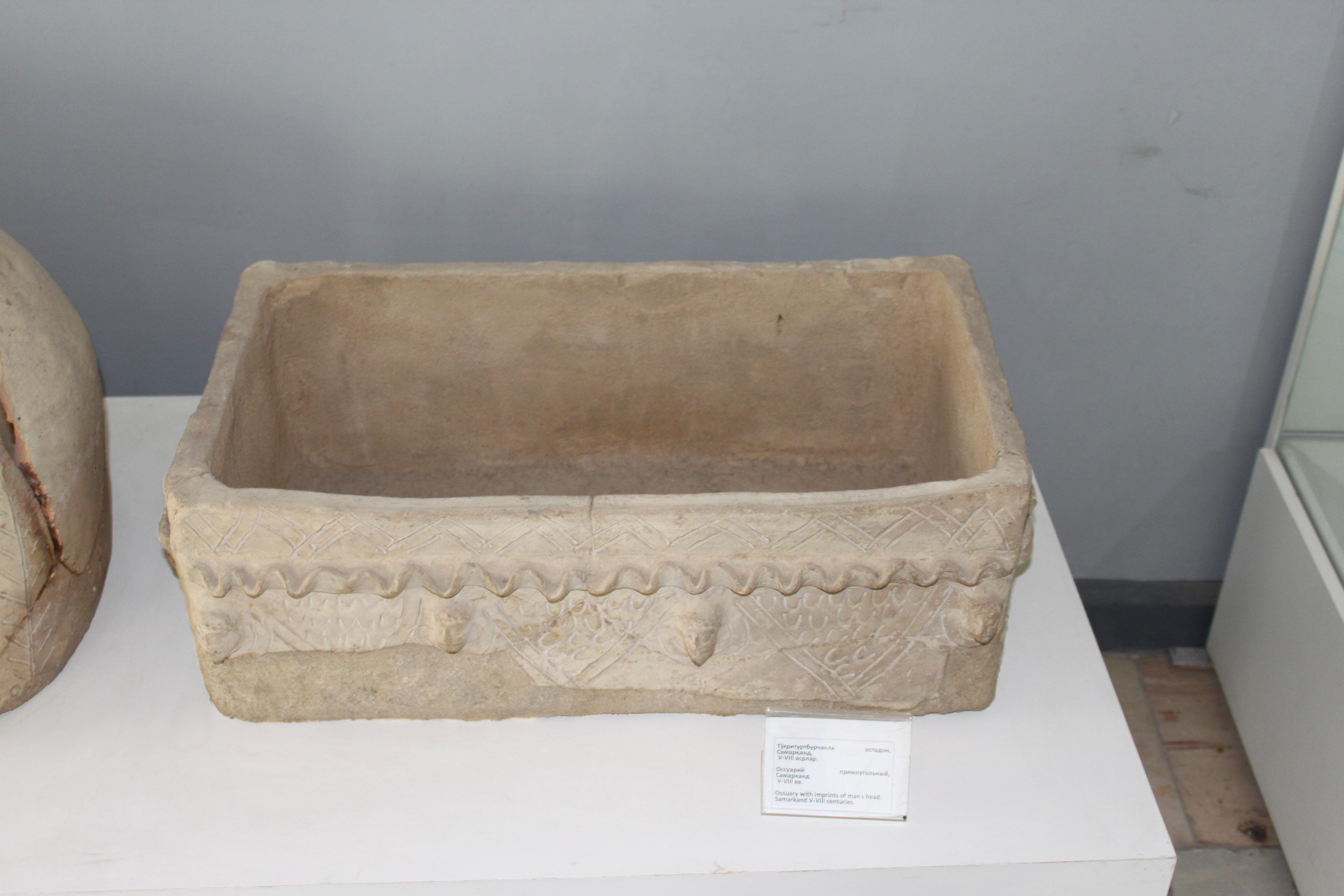
Ossuaire
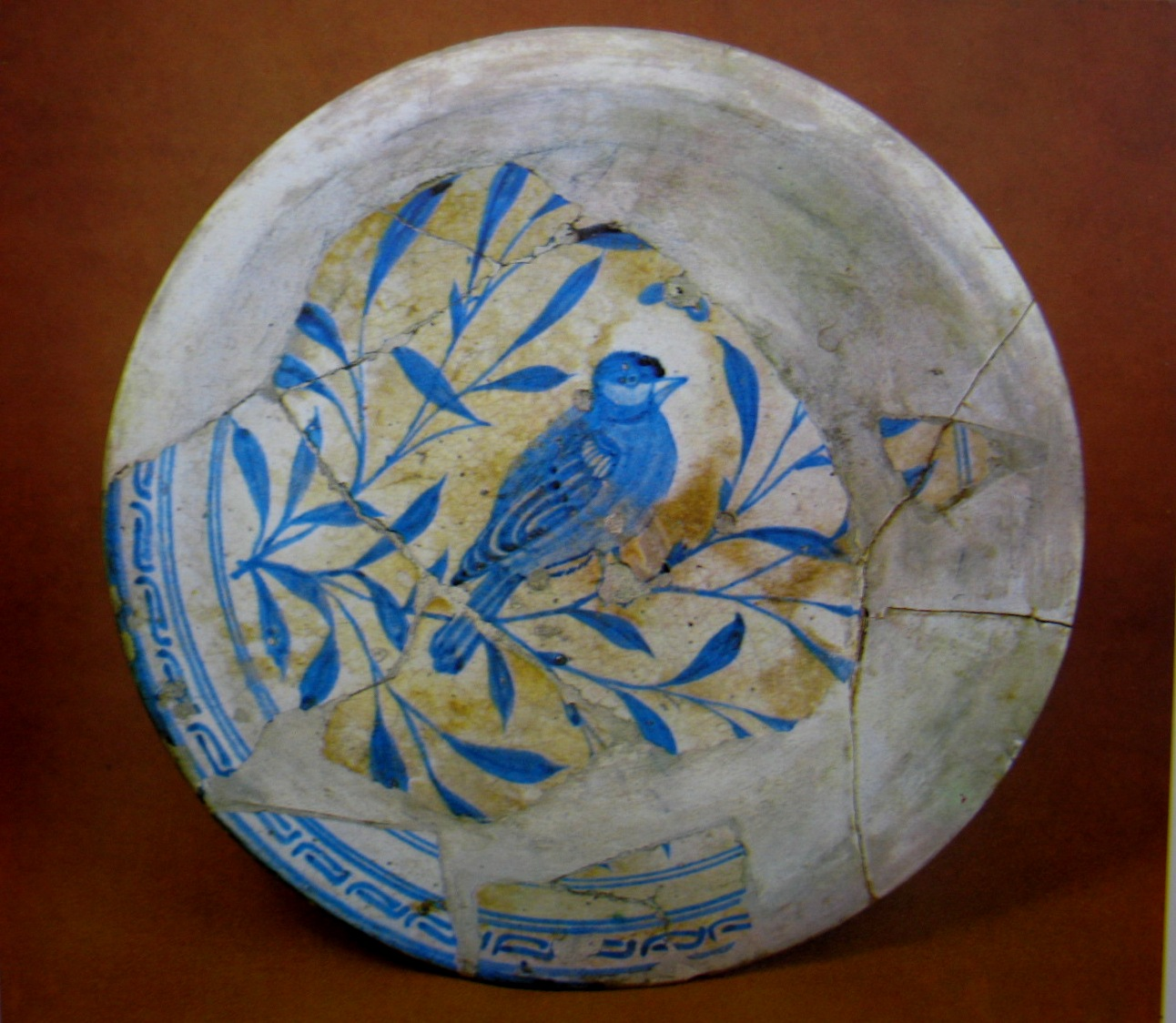
Assiette de l'époque  timouride
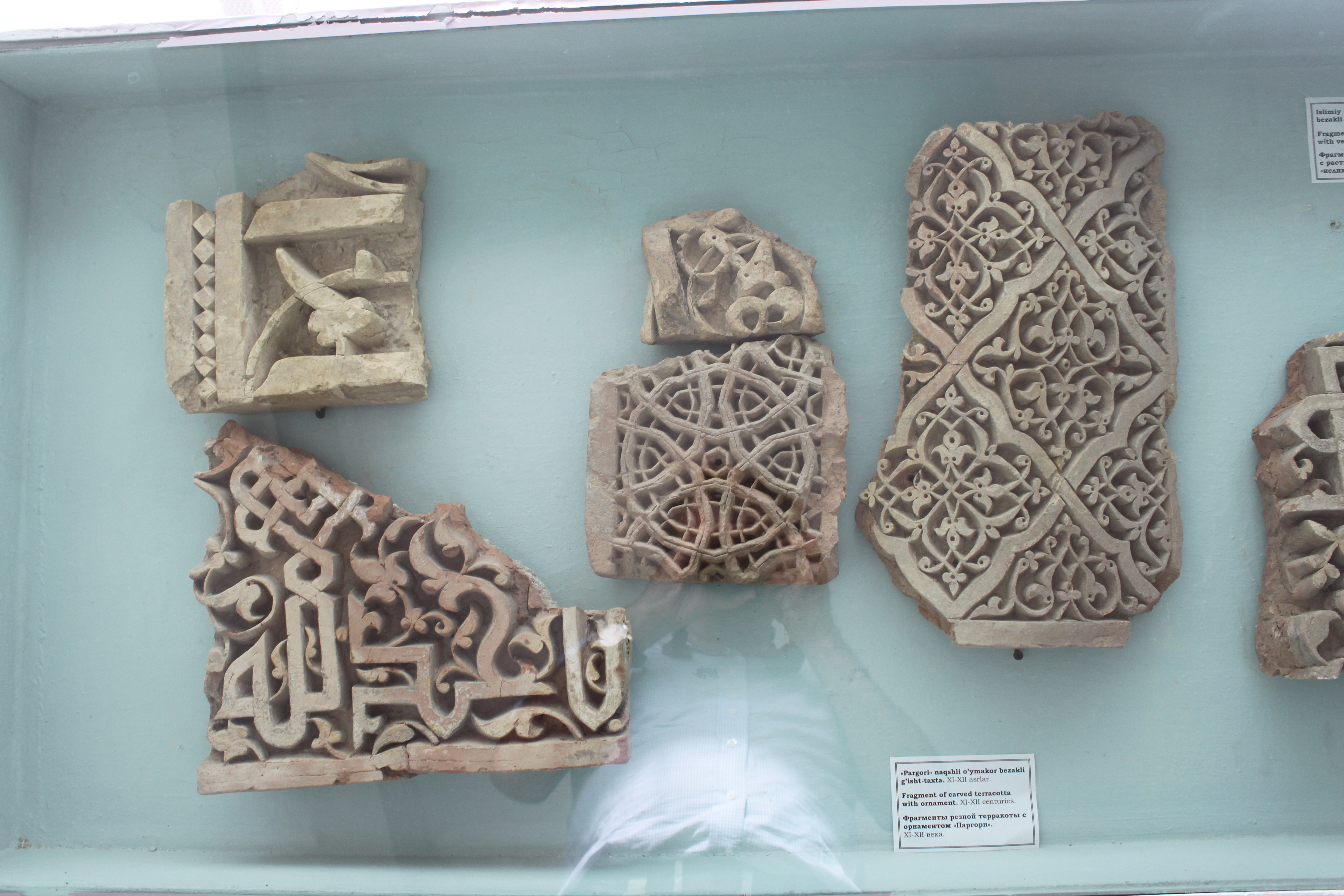
Ornements médiévaux en stuc